# الجدفرة (حجر الصيعر)

تعديل مصدري - تعديل

الجدفرة هي إحدى قرى عزلة حجر الصيعر بمديرية حجر الصيعر التابعة لمحافظة حضرموت، بلغ تعداد سكانها 178 نسمة حسب تعداد اليمن لعام 2004.